# Бразоль Лев Євгенович
Бразоль Лев Євгенович (нар. 20 лютого 1854, Мала Павлівка Зіньківського повіту Полтавської губернії — 20 січня 1927, Париж) — перший в Росії лікар-гомеопат. Засновник Російського гомеопатичного товариства.

## Біографія
Походив з роду Бразолів — дворян Полтавської і Харківської губерній. Син Євгена Бразоля, предводителя дворянства Полтавської губернії; рідний брат Сергія і Григорія Бразолів, гофмейстера і камергера Миколи ІІ.
Після закінчення харківської гімназії Л. Бразоль був призначений до Медико-хірургічної академії (Санкт-Петербург), яку успішно закінчив в 1877 році.
Протягом трьох років служив у тиловому госпіталі в Болгарії. На початку 1880 року працював в Лейпцигу, в лабораторії знаменитого Карла Людвіга. Підсумком цього візиту в 1888 році стала дисертація доктора медицини на тему «Яким чином звільняється кров від надлишку цукру».
В цей час з'являється стаття «Від емпіризму до гомеопатії», в якій молодий практикуючий лікар обґрунтовує свою віру в гомеопатію. Надалі справою його життя стало роз'яснення основ гомеопатії, захист методу від скептичної критики противників альтернативної медицини. У своїх працях виступав проти загальнообов'язкової вакцинації.
У 1887—1889 роках у великій аудиторії Педагогічного музею, в Соляному містечку Санкт-Петербурга, Лев Євгенович прочитав свої знамениті лекції, що стосувалися гомеопатичної тематики. Прочитані лекції й диспути стенографувалися, а потім були опубліковані в гомеопатичній періодиці.
У 1887 році Лев Бразоль стає головним редактором журналу «Гомеопатичний вісник» — єдиного на той час спеціального видання про гомеопатію і для гомеопатів.
Бразоль у своїх виступах, лекціях і статтях активно пропагує ідеї засновника гомеопатії С. Ганемана. Ним було перекладено першу оригінальну роботу Ганемана про гомеопатію «Досвід нового принципу для знаходження цілющих властивостей лікарських засобів» (1896). Під його керівництвом була перекладена і надрукована книга «Виникнення гомеопатії і боротьба проти її поширення» Вільгельма Амеке, з передмовою (1889). За редакцією Л. Бразоля був перекладений гомеопатичний лікарський порадник «Домашня медицина» доктора Лорі (1889), що поширювався як додаток передплатникам журналу «Гомеопатичний вісник».
У 1885 році Бразоль став членом Санкт-Петербурзького товариства лікарів-гомеопатів, а вже в 1889 році був обраний президентом цього товариства. У тому ж році він був зарахований в дійсні члени Санкт-Петербурзького благодійного товариства послідовників гомеопатії. На кошти Товариства послідовників гомеопатії 19 червня 1893 року була урочисто проведена закладка головного корпусу гомеопатичної лікарні в пам'ять Олександра II. У 1898 році будівництво її було завершено, і лікарня почала прийом перших пацієнтів. Лев Бразоль завідував чоловічим відділенням лікарні (до 1911 року), потім займав пост головного лікаря (до 1917 року).
Доктор Бразоль представляв Росію на чотирьох Всесвітніх гомеопатичних Конгресах: в Парижі (1889 і 1890 рр.) і Лондоні (1896 і 1911 рр.). Лев Бразоль 13 січня 1910 року був одноголосно обраний почесним членом Французького гомеопатичного товариства.
В 1913 році Л. Є. Бразоль організував і провів І-й Всеросійський з'їзд послідовників гомеопатії, в якому взяли участь 716 учасників.
В 1924 році Лев Бразоль переїхав до Парижа, де в 1926 році представляв російських гомеопатів на Паризькому гомеопатичному Конгресі.

## Роботи Льва Бразоля
- Статті і книги Льва Бразоля [Архівовано 23 квітня 2018 у Wayback Machine.]
- Бразоль Л. Е. Мнимая польза и действительный вред оспопрививания. Критический очерк. — СПб.: тип. Штаба войск Гвардии и Петербург. воен. Округа. — 1884. — 66 с.
- Бразоль Л. Е. Дженнеризм и пастеризм. Критический очерк научных и эмпирических оснований оспопрививания. С приложением ответа «Военно-мед. ж-ла» и «Мед. Обозрения» на рец. брошюры «Мнимая польза и действительный вред оспопрививания». — Харьков, 1885. — 175 с.
- Бразоль Л. Е. Публичные лекции о гомеопатии. — СПб.: изд. Либермана, 1896. — 232 с.
- Бразоль Л. Е. О положении гомеопатии среди опытных наук / Публичная лекция о гомеопатии, читанная в большой аудитории Педагогического музея 20 февраля 1890 г. — СПб.: тип. Шредера, 1890. — 39 с.
- Бразоль Л. Е. Самуил Ганеман: Очерк его жизни и деятельности. С.-Петербург. — 1896
- Бразоль Л. Е. Арсенал хирургической гомеопатии. Краткое наставление к гомеопатическому лечению важнейших наружных повреждений. — 1904.
- Бразоль Л. Е. О холере и ее гомеопатическом лечении. — 1905.